# La Fiera Literaria
La Fiera Literaria es el boletín oficial del Centro de Documentación de la Novela Española, en el cual se critica duramente a la industria cultural española, acusándola de anteponer el beneficio económico al cultural. Autodefinido como libelo, es común que sus contenidos aparezcan firmados con seudónimos. Fue fundada por Manuel García Viñó, escritor y colaborador de periódicos como El Alcázar o La Razón.
Entre estos se incluyen críticas, artículos, desmentidos o entrevistas, que están disponibles a través de Internet o de suscripción por correo. Durante un tiempo se publicó semanalmente en el periódico La Razón, momento en que trascendió al público, pero fue retirada por conflicto con este mismo periódico, perteneciente al Grupo Planeta. La actividad de La fiera literaria se encuentra en la actualidad en suspenso
En La Fiera Literaria se defiende y utiliza la crítica acompasada, método de crítica negativa o destructiva (en oposición a la "crítica de entusiasmo") consistente en leer la obra mientras se van realizando anotaciones sobre errores de significado, gramaticales, abuso de frases hechas, risibilidad, inmadurez de pensamiento, pontificaciones, etc., señalando el lugar exacto de los mismos, resultando un compendio de lo que el crítico considera son defectos en la misma.

## Reacciones
Algunas reacciones procedentes del mundo de la cultura.

Me hace mucha gracia La Fiera Literaria aunque no esté de acuerdo con determinados pasotes. Está muy bien escrita y no se corta un pelo.
Carlos Boyero

En cuanto a la Fiera Literaria, estoy suscrito y me divierto mucho con sus parodias. Este tipo de revistas son necesarias por muy injustas que sean, porque la vida literaria necesita de un contrapeso crítico. Por muy ácido que resulte.
Juan Goytisolo